# Kamar Derāz
Kamar Derāz (persiska: کمر دراز) är en ort i Iran.   Den ligger i provinsen Khuzestan, i den centrala delen av landet, 500 km söder om huvudstaden Teheran. Kamar Derāz ligger 882 meter över havet och antalet invånare är 312.
Terrängen runt Kamar Derāz är varierad.Runt Kamar Derāz är det ganska tätbefolkat, med 60 invånare per kvadratkilometer. Närmaste större samhälle är Qal‘eh Tall, 8,0 km söder om Kamar Derāz. Omgivningarna runt Kamar Derāz är i huvudsak ett öppet busklandskap.